# アンナ・ヤヌシェヴィッチ＝ピットロク

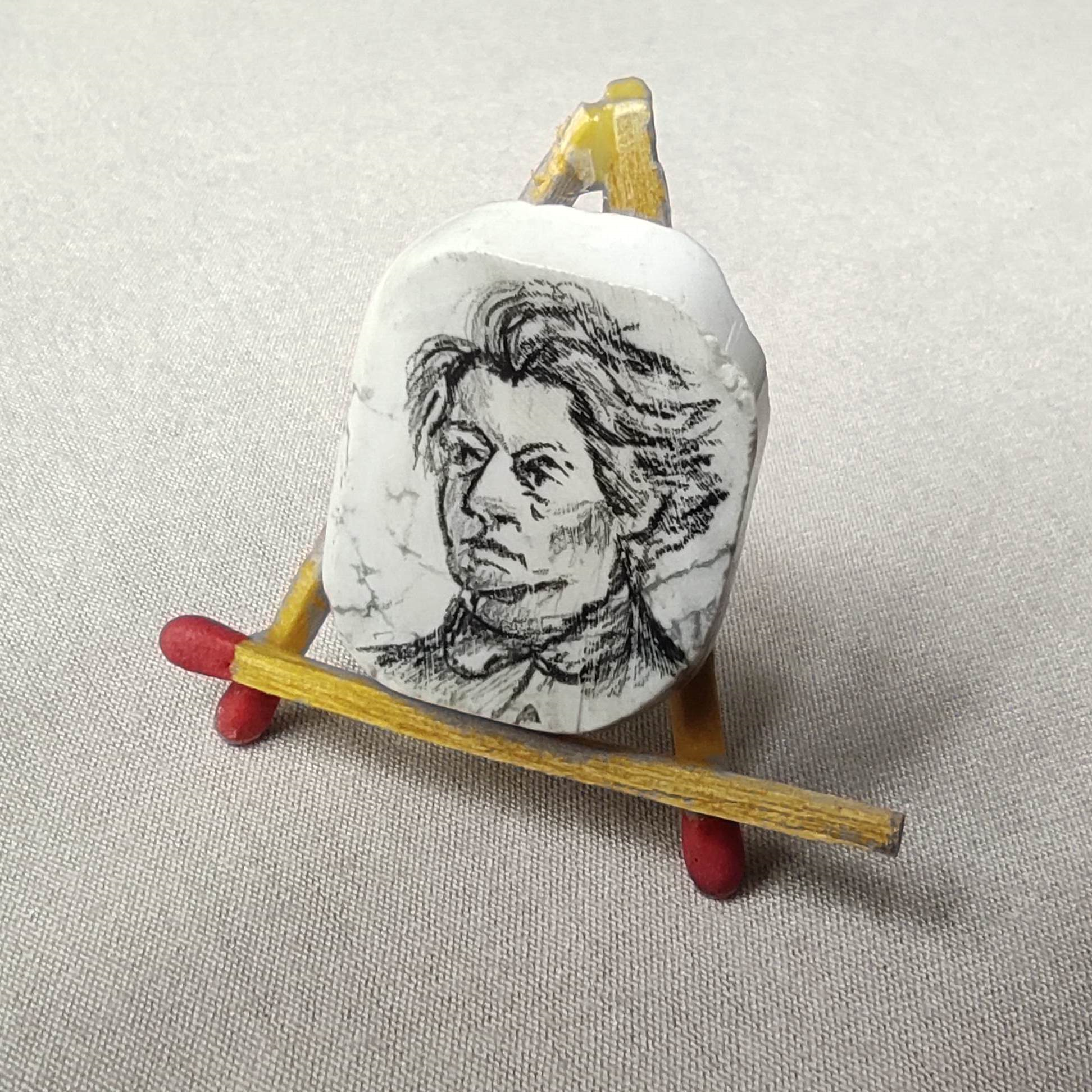
『アダム・ミツキェヴィチ』。は、ミニチュア・プロフェッショナル・アート美術館 ヘンリク・ヤン・ドミニクコレクションからの図面。

アンナ・ヤヌシェヴィッチ＝ピットロク（Anna Januszewicz-Pitlok, 1991年2月25日 - ）は、ポーランド・カトヴィツェ出身の女性画家、製図家。
ピットロクは、幼い頃から絵画、ドローイング、デザインに親しんできた。彼女の作品は美術館に収められている。

## 略歴
2015年にカトヴィツェのシレジア工科大学を卒業し、修士号を取得した。
2019年にアートでデビュー。主に細密画やドローイングを制作している。

## ギャラリー

### 絵画
ピットロクは画家である一方で、製図家でもあり、細密画が特に好きである。 数ミリの表面積を持つ彼女の作品は、テーマと関連している。ヒト、動物、植物、そして太陽系、すなわち天の川にある惑星系である。

『ヴィスチュラの奇跡』 アンナ・ヤヌシェヴィッチ-ピットロク 2021 技術・針・アクリル絵具 44×22mm プライマー-灰簾石
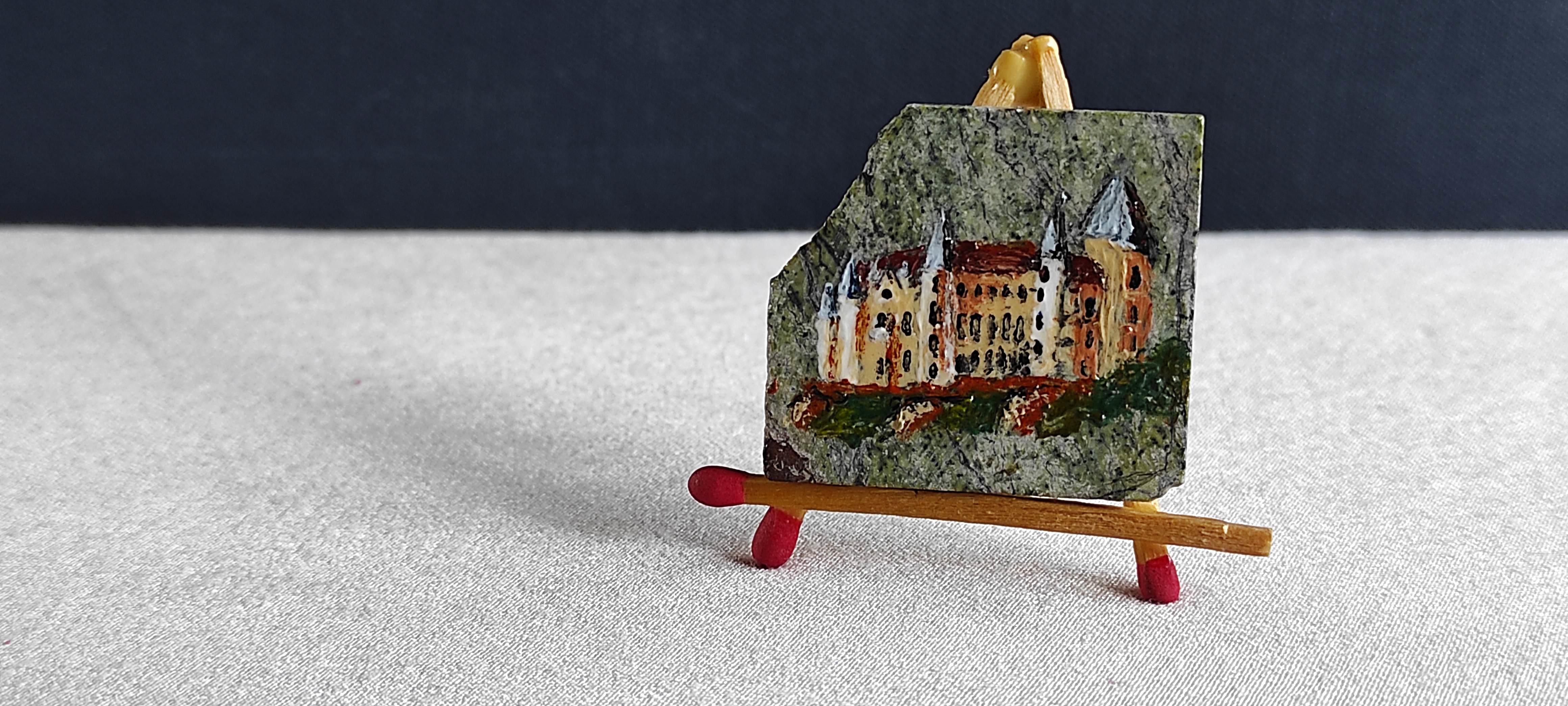
『ダンロビン・キャッスル』 アンナ・ヤヌシェヴィッチ-ピットロク 2021 技術・針・アクリル絵具 31×29mm プライマー-蛇紋石
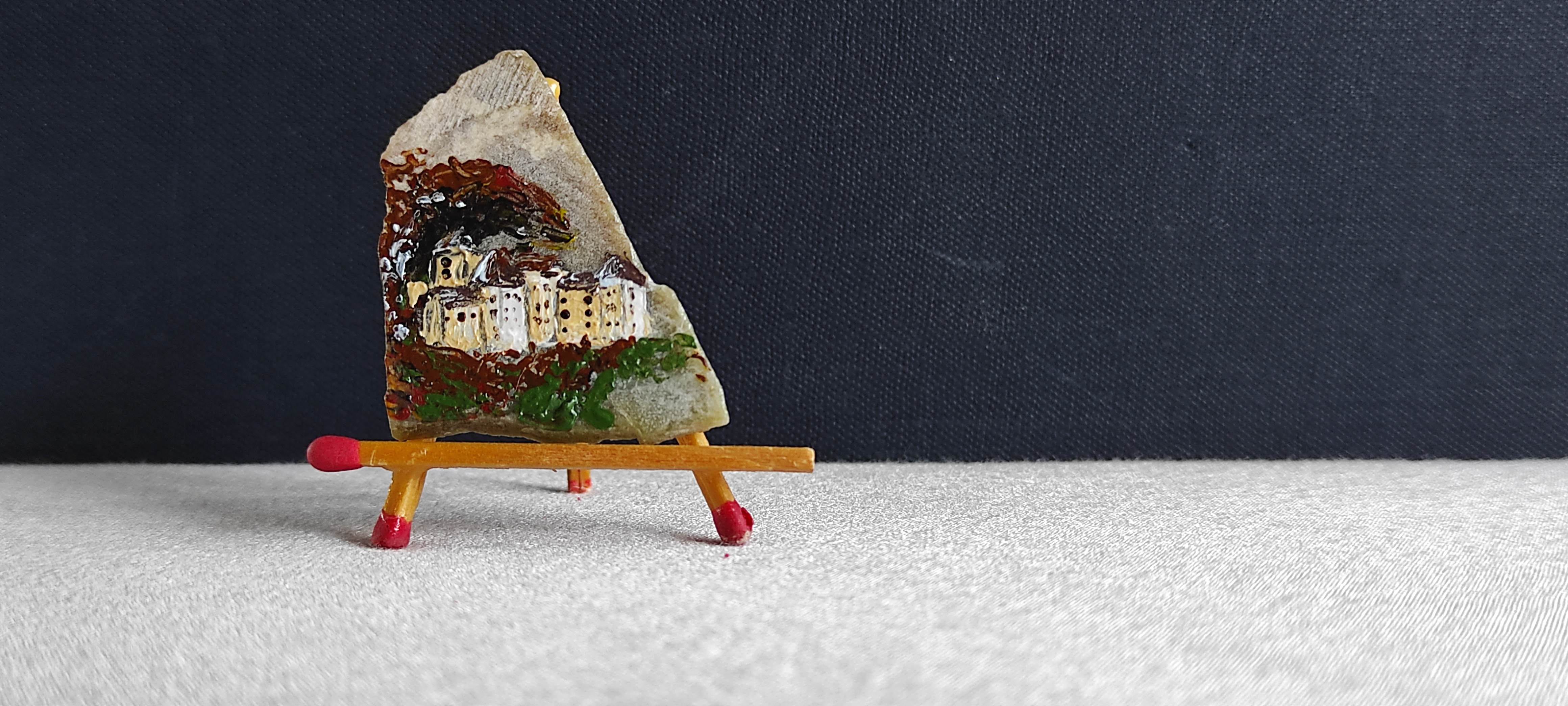
『プレジャムスキー・グラード』 アンナ・ヤヌシェヴィッチ-ピットロク 2021 技術・針・アクリル絵具 31×37mm プライマー-方解石

- 『ヴィスチュラの奇跡』
アンナ・ヤヌシェヴィッチ-ピットロク
2021
技術・針・アクリル絵具
44×22mm
プライマー-灰簾石
- 『ダンロビン・キャッスル』
アンナ・ヤヌシェヴィッチ-ピットロク
2021
技術・針・アクリル絵具
31×29mm
プライマー-蛇紋石
- 『プレジャムスキー・グラード』
アンナ・ヤヌシェヴィッチ-ピットロク
2021
技術・針・アクリル絵具
31×37mm
プライマー-方解石

### 素描
彼女は作品の中で，特にロマン主義のポーランドの代表者たちに多くの素描を捧げた。

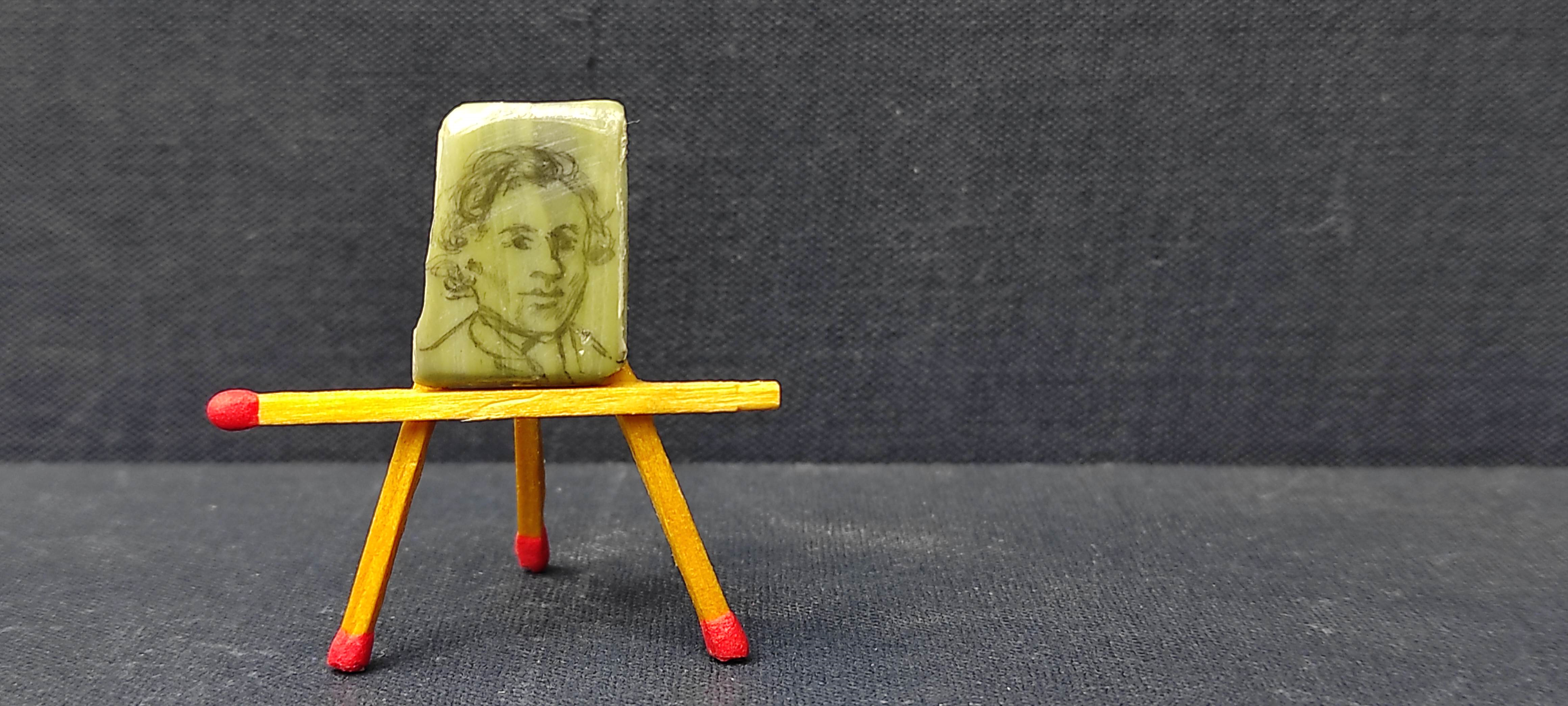
『フレデリック・ショパン』 アンナ・ヤヌシェヴィッチ-ピットロク 2022 鉛筆 15×20mm プライマー- 緑 碧玉
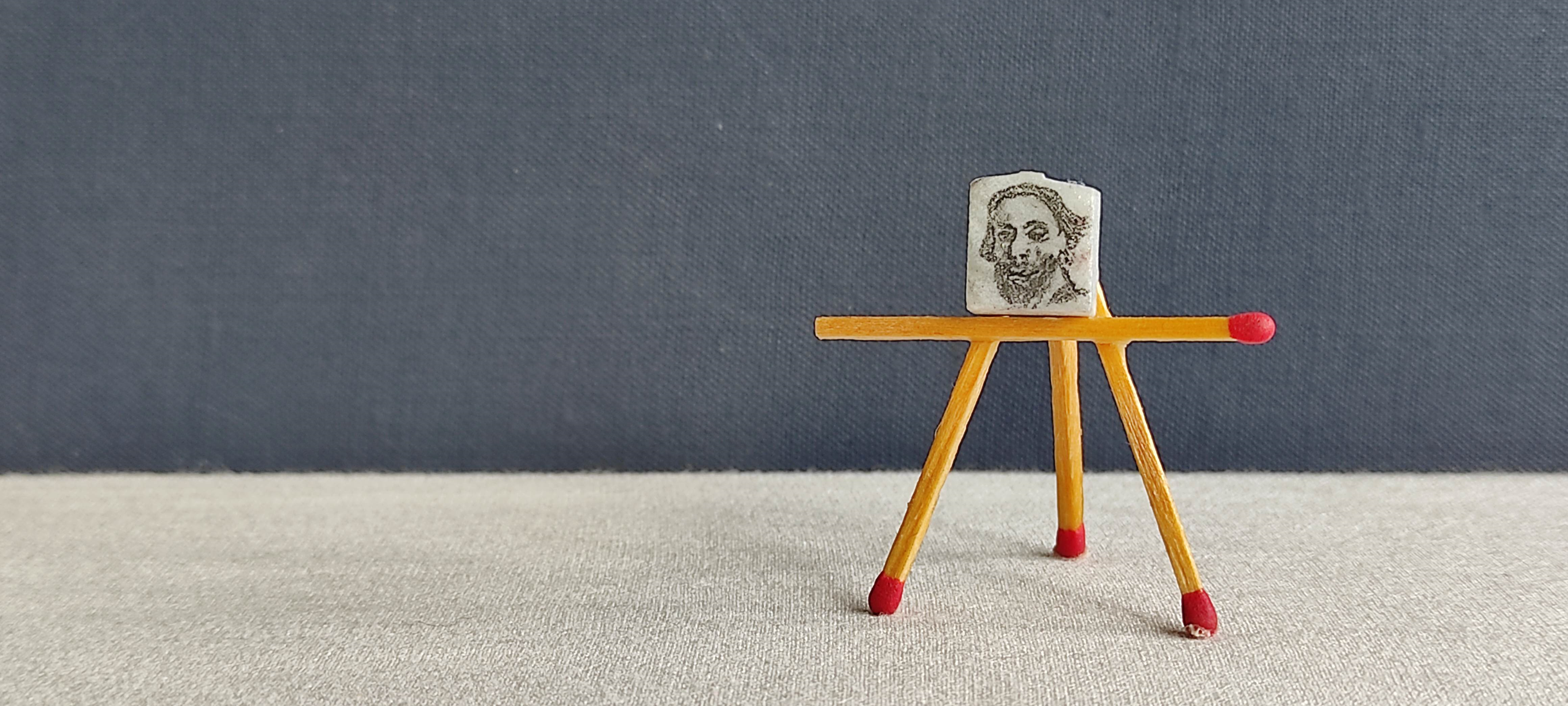
『シプリアン・カミル・ノルウィド』 アンナ・ヤヌシェヴィッチ-ピットロク 2022 鉛筆 12×13mm プライマー-灰色 大理石
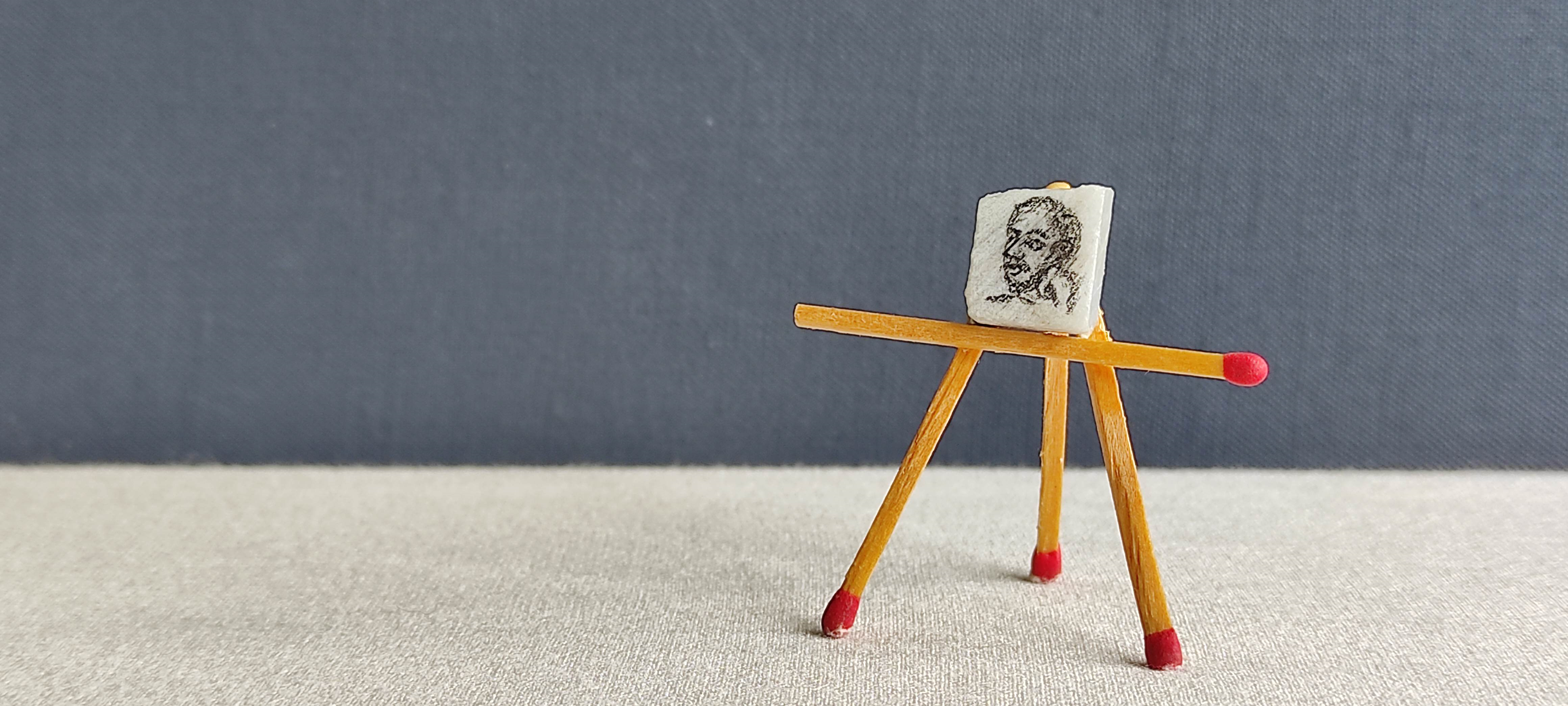
『ジグムント・クラシンスキ』 アンナ・ヤヌシェヴィッチ-ピットロク 2022 鉛筆 12×13mm プライマー-灰色 大理石
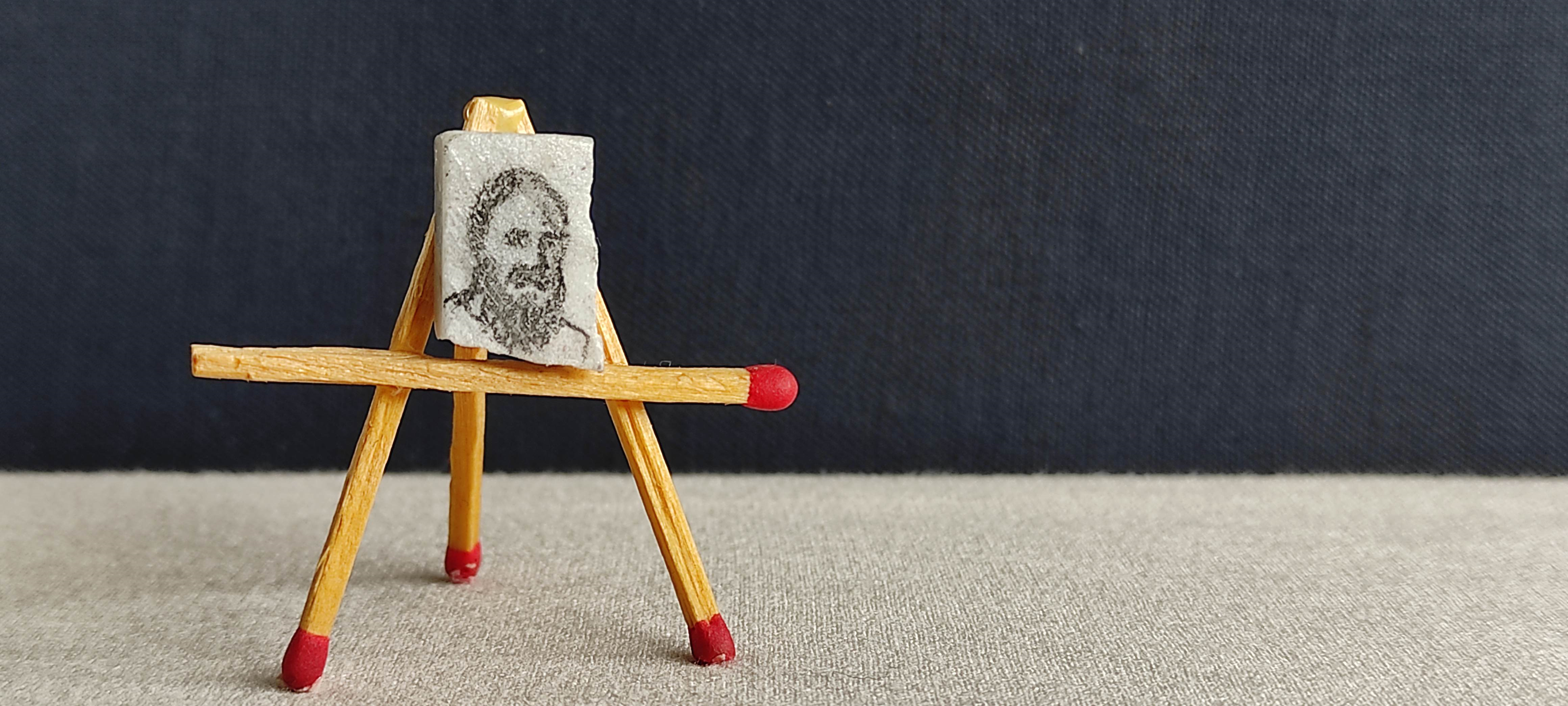
『ヨゼフ・イグナシー・クラシェフスキ』 アンナ・ヤヌシェヴィッチ-ピットロク 2022 鉛筆 11×16mm プライマー-灰色 大理石
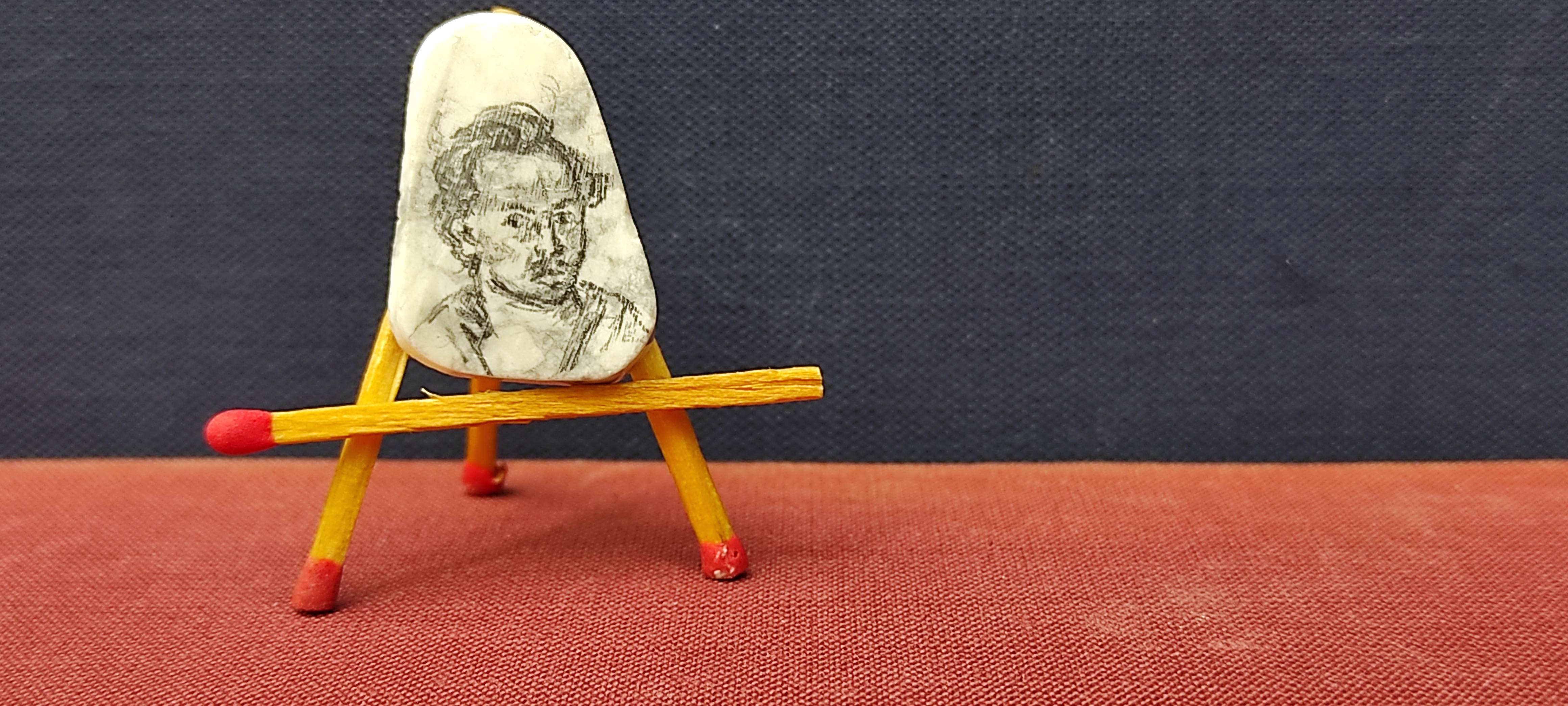
『ユリウシュ・スウォヴァツキ』 アンナ・ヤヌシェヴィッチ-ピットロク 2022 鉛筆 19×27mm プライマー-ハウライト
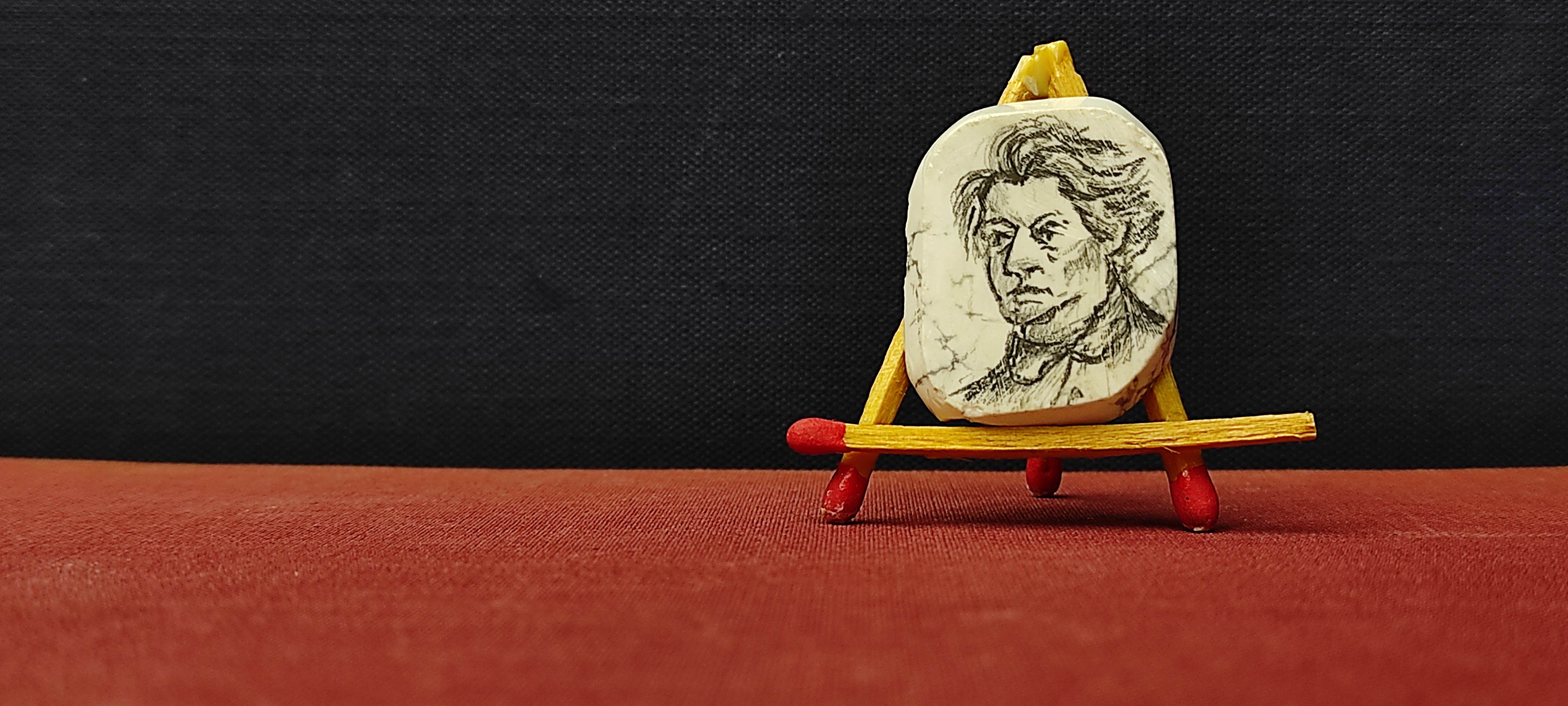
『アダム・ミツキェヴィチ』 アンナ・ヤヌシェヴィッチ-ピットロク 2022 鉛筆 22×28mm プライマー-ハウライト

- 『フレデリック・ショパン』
アンナ・ヤヌシェヴィッチ-ピットロク
2022
鉛筆
15×20mm
プライマー- 緑 碧玉
- 『シプリアン・カミル・ノルウィド』
アンナ・ヤヌシェヴィッチ-ピットロク
2022
鉛筆
12×13mm
プライマー-灰色 大理石
- 『ジグムント・クラシンスキ』
アンナ・ヤヌシェヴィッチ-ピットロク
2022
鉛筆
12×13mm
プライマー-灰色 大理石
- 『ヨゼフ・イグナシー・クラシェフスキ』
アンナ・ヤヌシェヴィッチ-ピットロク
2022
鉛筆
11×16mm
プライマー-灰色 大理石
- 『ユリウシュ・スウォヴァツキ』
アンナ・ヤヌシェヴィッチ-ピットロク
2022
鉛筆
19×27mm
プライマー-ハウライト
- 『アダム・ミツキェヴィチ』
アンナ・ヤヌシェヴィッチ-ピットロク
2022
鉛筆
22×28mm
プライマー-ハウライト